# Schloss Rosenbichl

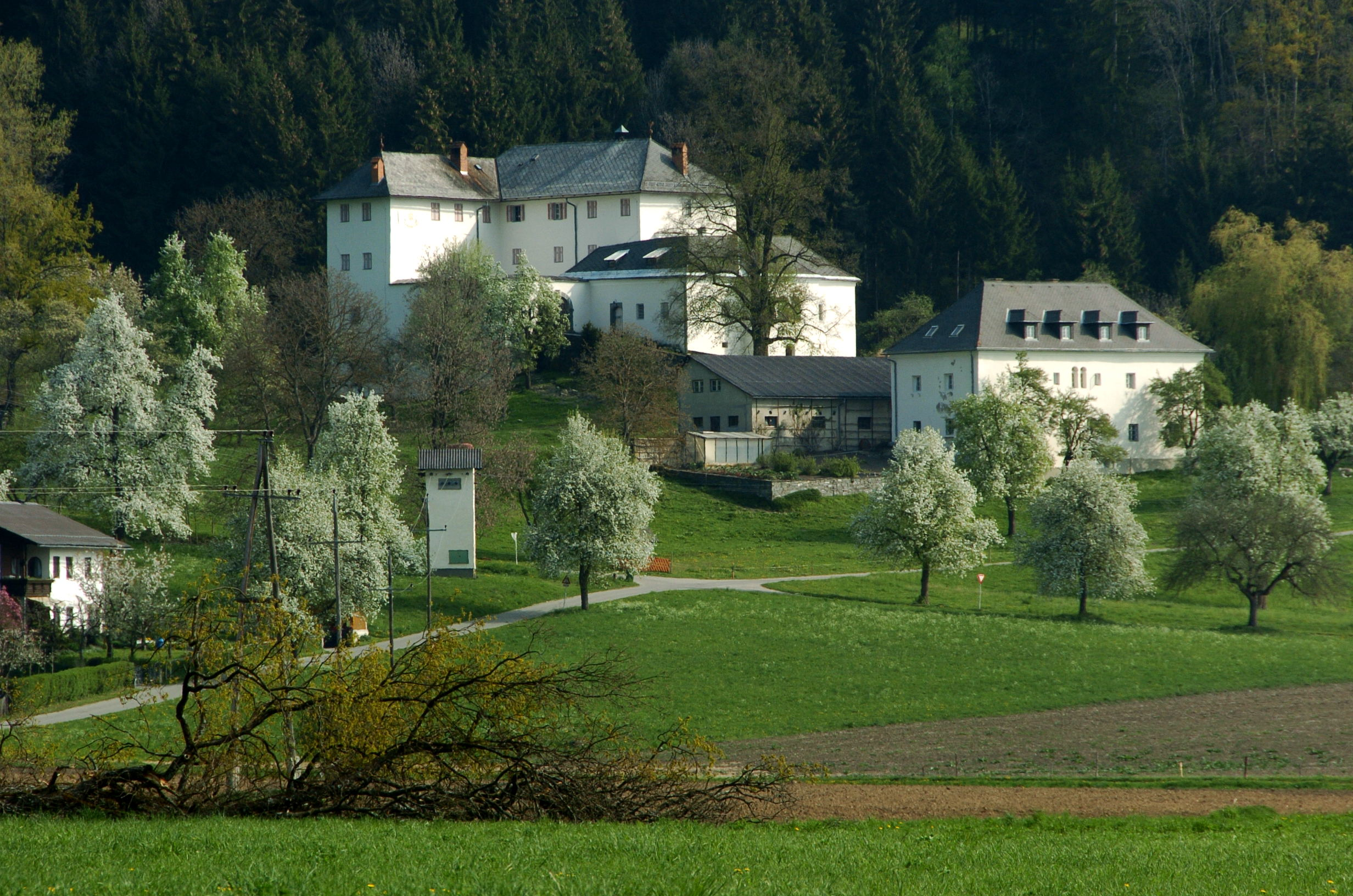
Schloss Rosenbichl

Schloss Rosenbichl ist ein Bauwerk nahe der Ortschaft Pulst (Gemeinde Liebenfels) im österreichischen Bundesland Kärnten. Es wurde an der Stelle verschiedener Vorgängerbauten, deren urkundliche Erwähnung bis ins Jahr 1268 zurückreichen, ab 1535 errichtet und später erweitert. Es diente lange Zeit als Erholungsheim des Klagenfurter Elisabethinenordens, seit Oktober 2012 ist es in Privatbesitz.

## Geschichte

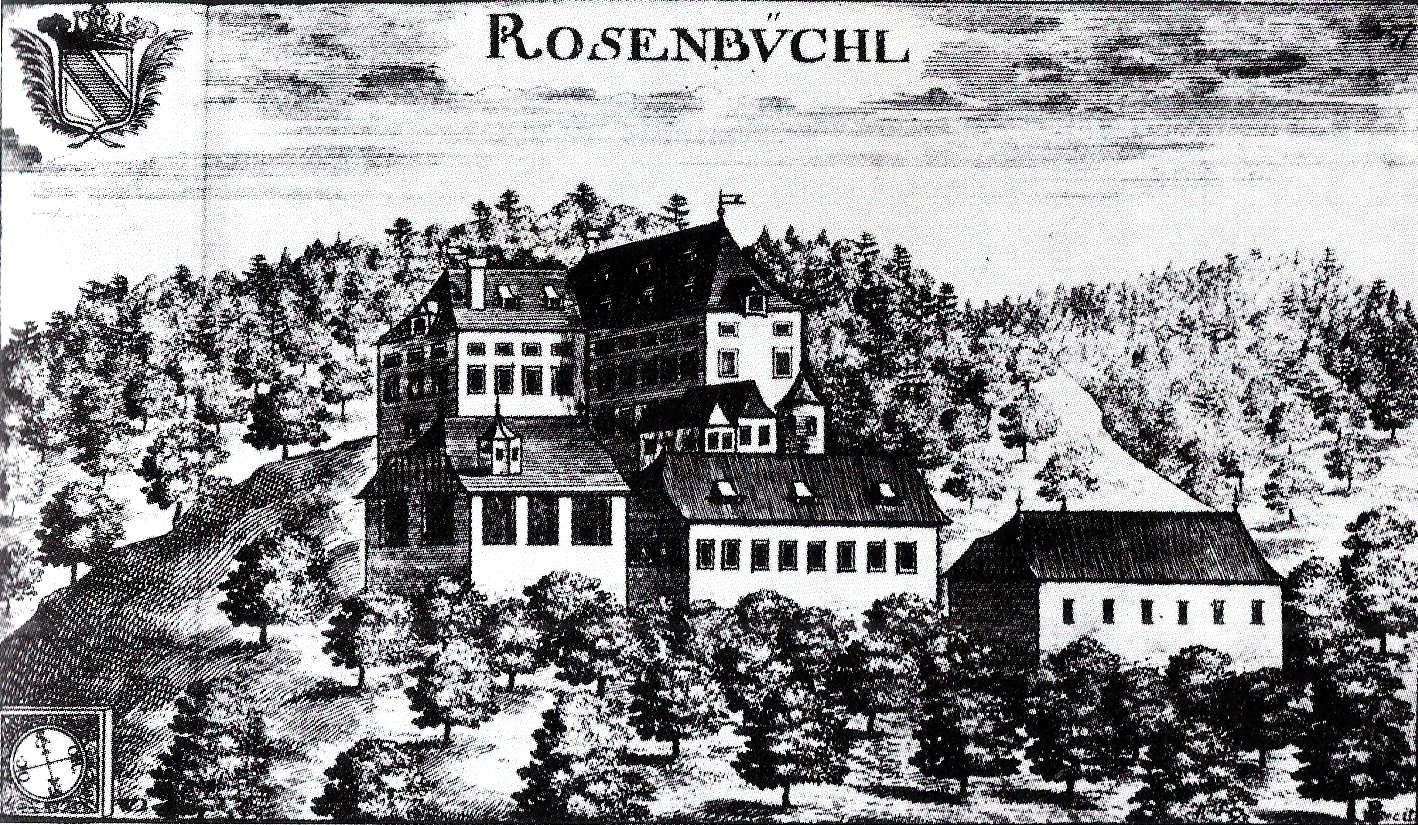
Rosenbichl in einer Ansicht von Valvasor (1688)

Schloss Rosenbichl ist ein im Kern romanisches, im Lauf der Jahrhunderte jedoch häufig umgestaltetes Schloss. Vorgängerbauten der heutigen Anlage wurden 1268 als Puehlaren und im 15. Jahrhundert als Minzenbach bezeichnet. Der Ansitz samt dem Weiler Minzenbach kam im 14. Jahrhundert in den Besitz der Gradenegger, die ihn an die Familie Kulmer verliehen. Diese errichteten unter Verwendung älterer Bauteile ab 1535 ein „neues Haus“, das 1566 durch Anbauten erweitert wurde. 
Die Kulmer blieben bis 1676 Inhaber der Herrschaft Rosenbichl, dann verkauften sie den Ansitz samt zugehörigen Ländereien an Johann Bischof von Sulzbach. 1681 erwarb Franz Andrä von Aschau den Besitz, vier Jahre später übernahm ihn der Propst von Kraig, Johann Stieff von Cräntzen, der ihn testamentarisch dem Stift St. Georgen am Längsee vermachte. Nach der Auflösung des Klosters ersteigerte der Eisengewerke Maximilian Thaddäus von Egger 1786 die Stiftsanlage und die übrigen Besitzungen des Ordens. Die Familie Egger verkaufte Rosenbichl 1873 an die Alpine Montangesellschaft, 1889 erwarb der St. Veiter Advokat Franz Prettner den Besitz und vererbte ihn an das Elisabethinenkloster in Klagenfurt. 1935 wurde die Anlage grundlegend renoviert und die Gebäude aufgestockt. 
Das Schloss diente als Erholungsheim für die im Krankendienst wirkenden Schwestern des Elisabethinenordens, seit Oktober 2012 ist es in Privatbesitz.

## Baubeschreibung

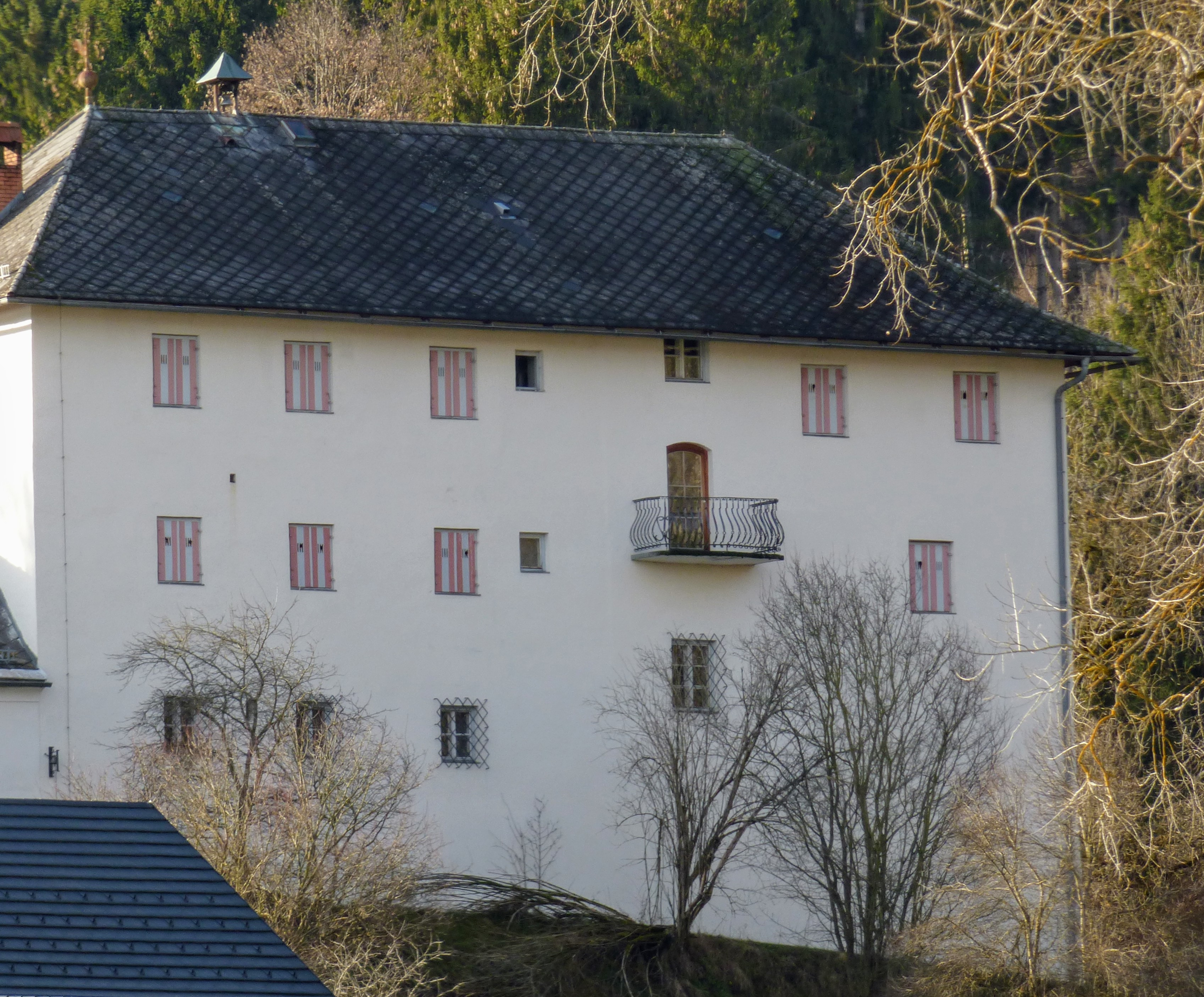
Ostfassade des Schlosses

Schloss Rosenbichl liegt an einem Hang des Buchberges nordöstlich der kleinen Ortschaft Pulst. Die Anlage ist ein dreigeschoßiger spätgotischer Schlossbau mit zwei rechtwinklig zueinander angeordneten Trakten, an die sich ein ummauerter Hof anschließt. Bei der Erneuerung 1935 ging der ursprüngliche Charakter des Bauwerkes als typisches Landschlösschen des Kärntner Kleinadels der Renaissancezeit verloren. Vor dem einfachen Steintor, das als Zugang dient, befand sich eine Zugbrücke. Östlich des Hauptgebäudes befinden sich einige rezente Wirtschaftsgebäude, die allerdings erst später zugebaut wurden.